# Julian Kern
Julian Kern (Eichstetten am Kaiserstuhl, 28 dicembre 1989) è un ex ciclista su strada tedesco.

## Palmarès

### Strada
- 2011 (Seven Stones, una vittoria)

Campionati europei, Prova in linea Under-23
- 2012 (Leopard-Trek Continental Team, una vittoria)

3ª tappa Flèche du Sud (Tandel > Wiltz)

## Piazzamenti

### Competizioni mondiali
- Campionati del mondo

Copenaghen 2011 - In linea Under-23: 82º

### Competizioni europee
- Campionati europei

Offida 2011 - In linea Under-23: vincitore